# Duca di Alburquerque
Il titolo di Duca di Alburquerque è un titolo nobiliare creato da Enrico IV di Castiglia, il 26 settembre 1464, in riferimento alla città di Alburquerque. Fu tra i primi titoli ad essere nominati Grande di Spagna da Carlo I.

## Storia
Enrico IV aveva concesso a Beltrán de la Cueva la carica di Maestro dell'Ordine di Santiago, un fatto che fece irritare la nobiltà castigliana, così il re gli chiese di rinunciare a questa carica. In cambio, ricevette le città di Anguix, Cuéllar, Alburquerque con il titolo di duca, Roa, La Codosera, Aranda, Molina de Aragón e Atienza.
Nel 1530 l'imperatore Carlo V concesse il titolo di marchese de Cuellar a Francisco Fernández de la Cueva.
Alla morte del nono duca, i titoli passarono alla famiglia Condal de Siruela. A partire dal 1830 i titoli sono detenuti dalla famiglia Osorio, marchese di Alcañices e di Balbases.

## Duchi di Alburquerque
- Beltrán de la Cueva (1435-1492)
- Francisco Fernández de la Cueva (1467-1526)
- Beltrán de la Cueva (1478-1560)
- Francisco Fernández de la Cueva (1510-1563)
- Gabriel de la Cueva (1515-1571)
- Beltrán de la Cueva (1551-1612)
- Francisco Fernández de la Cueva (1575-1637)
- Francisco Fernández de la Cueva, VIII duca di Alburquerque (1619-1676)
- Melchor Fernández de la Cueva (1625-1686)
- Francisco Fernández de la Cueva (1666-1733)
- Francisco Fernández de la Cueva (1692-1757)
- Pedro Miguel de la Cueva (1712-1762)
- Miguel de la Cueva (1743-1803)
- José Miguel de la Cueva (1775-1811)
- Nicolás Osorio (1793-1866)
- José Osorio (1825-1909)
- Miguel Osorio (1886-1942)
- Beltrán Alfonso Osorio (1918-1994)
- Juan Miguel Osorio (1958)